# Gran Premio de Gran Bretaña de Motociclismo de 1999
El Gran Premio de Gran Bretaña de Motociclismo de 1999 fue la octava prueba del Campeonato del Mundo de Motociclismo de 1999. Tuvo lugar en el fin de semana del 2 al 4 de julio de 1999 en el Donington Park, situado en la localidad de North West Leicestershire, Inglaterra, Reino Unido. La carrera de 500cc fue ganada por Àlex Crivillé, seguido de Tadayuki Okada y Tetsuya Harada. Valentino Rossi ganó la prueba de 250cc, por delante de Loris Capirossi y Shinya Nakano. La carrera de 125cc fue ganada por Masao Azuma, Noboru Ueda fue segundo y Emilio Alzamora tercero.

## Resultados 500cc
| Pos. | N.º | Piloto                   | Constructor | Vueltas | Tiempo/Retirado | Grilla | Puntos |
| ---- | --- | ------------------------ | ----------- | ------- | --------------- | ------ | ------ |
| 1    | 3   | Àlex Crivillé            | Honda       | 30      | 47:06.290       | 2      | 25     |
| 2    | 8   | Tadayuki Okada           | Honda       | 30      | +0.536          | 1      | 20     |
| 3    | 31  | Tetsuya Harada           | Aprilia     | 30      | +0.981          | 7      | 16     |
| 4    | 2   | Max Biaggi               | Yamaha      | 30      | +10.020         | 3      | 13     |
| 5    | 5   | Alex Barros              | Honda       | 30      | +21.316         | 11     | 11     |
| 6    | 6   | Norick Abe               | Yamaha      | 30      | +21.491         | 6      | 10     |
| 7    | 14  | Juan Bautista Borja      | Honda       | 30      | +21.959         | 6      | 9      |
| 8    | 10  | Kenny Roberts Jr         | Suzuki      | 30      | +22.230         | 5      | 8      |
| 9    | 19  | John Kocinski            | Honda       | 30      | +1:01.073       | 10     | 7      |
| 10   | 11  | Simon Crafar             | MuZ Weber   | 30      | +1:06.969       | 19     | 6      |
| 11   | 21  | Michael Rutter           | Honda       | 29      | +1 Vuelta       | 21     | 5      |
| Ret  | 55  | Régis Laconi             | Yamaha      | 25      | Accidente       | 8      |        |
| Ret  | 46  | John McGuinness          | Honda       | 23      | Retirado        | 22     |        |
| Ret  | 26  | Haruchika Aoki           | TSR-Honda   | 17      | Retirado        | 14     |        |
| Ret  | 24  | Garry McCoy              | Yamaha      | 15      | Accidente       | 16     |        |
| Ret  | 22  | Sébastien Gimbert        | Honda       | 13      | Retirado        | 20     |        |
| Ret  | 17  | Jurgen van den Goorbergh | MuZ Weber   | 10      | Retirado        | 17     |        |
| Ret  | 25  | José Luis Cardoso        | TSR-Honda   | 7       | Retirado        | 18     |        |
| Ret  | 9   | Nobuatsu Aoki            | Suzuki      | 2       | Retirado        | 12     |        |
| Ret  | 69  | James Whitham            | Modenas KR3 | 1       | Accidente       | 15     |        |
| Ret  | 18  | Markus Ober              | Honda       | 1       | Accidente       | 23     |        |
| Ret  | 4   | Carlos Checa             | Yamaha      | 1       | Retirado        | 13     |        |
| DNS  | 15  | Sete Gibernau            | Honda       |         |                 | 9      |        |

- Pole Position: Tadayuki Okada, 1:32.597
- Vuelta Rápida: Àlex Crivillé, 1:33.348

## Resultados 250cc
| Pos. | N.º | Piloto             | Constructor | Vueltas | Tiempo/Retirado | Grilla | Puntos |
| ---- | --- | ------------------ | ----------- | ------- | --------------- | ------ | ------ |
| 1    | 46  | Valentino Rossi    | Aprilia     | 27      | 42:54.311       | 3      | 25     |
| 2    | 1   | Loris Capirossi    | Honda       | 27      | +1.261          | 1      | 20     |
| 3    | 56  | Shinya Nakano      | Yamaha      | 27      | +8.162          | 6      | 16     |
| 4    | 4   | Tohru Ukawa        | Honda       | 27      | +9.000          | 4      | 13     |
| 5    | 7   | Stefano Perugini   | Honda       | 27      | +14.131         | 9      | 11     |
| 6    | 9   | Jeremy McWilliams  | Aprilia     | 27      | +17.368         | 8      | 10     |
| 7    | 34  | Marcellino Lucchi  | Aprilia     | 27      | +23.720         | 5      | 9      |
| 8    | 6   | Ralf Waldmann      | Aprilia     | 27      | +25.636         | 2      | 8      |
| 9    | 36  | Masaki Tokudome    | TSR-Honda   | 27      | +46.825         | 11     | 7      |
| 10   | 37  | Luca Boscoscuro    | TSR-Honda   | 27      | +48.712         | 14     | 6      |
| 11   | 14  | Anthony West       | TSR-Honda   | 27      | +52.790         | 13     | 5      |
| 12   | 77  | Jamie Robinson     | Yamaha      | 27      | +53.854         | 17     | 4      |
| 13   | 66  | Alex Hofmann       | TSR-Honda   | 27      | +1:01.522       | 18     | 3      |
| 14   | 11  | Tomomi Manako      | Yamaha      | 27      | +1:03.660       | 12     | 2      |
| 15   | 23  | Julien Allemand    | TSR-Honda   | 27      | +1:14.867       | 16     | 1      |
| 16   | 15  | David García       | Yamaha      | 27      | +1:30.127       | 22     |        |
| 17   | 10  | Fonsi Nieto        | Yamaha      | 27      | +1:31.582       | 21     |        |
| 18   | 16  | Johan Stigefelt    | Yamaha      | 27      | +1:57.072       | 20     |        |
| 19   | 41  | Jarno Janssen      | TSR-Honda   | 27      | +2:07.055       | 26     |        |
| Ret  | 21  | Franco Battaini    | Aprilia     | 24      | Retirado        | 7      |        |
| Ret  | 17  | Maurice Bolwerk    | TSR-Honda   | 20      | Accidente       | 23     |        |
| Ret  | 58  | Matias Rios        | Aprilia     | 18      | Retirado        | 28     |        |
| Ret  | 12  | Sebastián Porto    | Yamaha      | 11      | Accidente       | 15     |        |
| Ret  | 24  | Jason Vincent      | Honda       | 11      | Accidente       | 10     |        |
| Ret  | 79  | Shane Norval       | Honda       | 9       | Retirado        | 19     |        |
| Ret  | 78  | Paul Jones         | Honda       | 9       | Accidente       | 25     |        |
| Ret  | 80  | Adrian Coates      | Honda       | 9       | Retirado        | 24     |        |
| Ret  | 22  | Lucas Oliver Bultó | Yamaha      | 1       | Accidente       | 27     |        |

- Pole Position: Loris Capirossi, 1:34.277
- Vuelta Rápida: Loris Capirossi, 1:34.448

## Resultados 125cc
| Pos. | N.º | Piloto               | Constructor | Vueltas | Tiempo/Retirado | Grilla | Puntos |
| ---- | --- | -------------------- | ----------- | ------- | --------------- | ------ | ------ |
| 1    | 4   | Masao Azuma          | Honda       | 26      | 43:21.690       | 7      | 25     |
| 2    | 6   | Noboru Ueda          | Honda       | 26      | +1.783          | 8      | 20     |
| 3    | 7   | Emilio Alzamora      | Honda       | 26      | +2010           | 2      | 16     |
| 4    | 15  | Roberto Locatelli    | Aprilia     | 26      | +2.380          | 5      | 13     |
| 5    | 13  | Marco Melandri       | Honda       | 26      | +10.516         | 6      | 11     |
| 6    | 8   | Gianluigi Scalvini   | Aprilia     | 26      | +10.615         | 1      | 10     |
| 7    | 41  | Youichi Ui           | Derbi       | 26      | +11.195         | 3      | 9      |
| 8    | 23  | Gino Borsoi          | Aprilia     | 26      | +20.969         | 10     | 8      |
| 9    | 21  | Arnaud Vincent       | Aprilia     | 26      | +27.809         | 4      | 7      |
| 10   | 32  | Mirko Giansanti      | Aprilia     | 26      | +32.981         | 13     | 6      |
| 11   | 26  | Ivan Goi             | Honda       | 26      | +33.839         | 14     | 5      |
| 12   | 22  | Pablo Nieto          | Derbi       | 26      | +34.250         | 24     | 4      |
| 13   | 1   | Kazuto Sakata        | Honda       | 26      | +43.194         | 12     | 3      |
| 14   | 18  | Reinhard Stolz       | Honda       | 26      | +44.396         | 17     | 2      |
| 15   | 10  | Jerónimo Vidal       | Aprilia     | 26      | +46.529         | 15     | 1      |
| 16   | 44  | Alessandro Brannetti | Aprilia     | 26      | +1:11.284       | 22     |        |
| 17   | 29  | Ángel Nieto Jr       | Honda       | 26      | +1:11.774       | 23     |        |
| 18   | 11  | Max Sabbatani        | Honda       | 26      | +1:16.580       | 19     |        |
| 19   | 72  | Leon Haslam          | Honda       | 25      | +1 Vuelta       | 25     |        |
| 20   | 75  | Kenny Tibble         | Honda       | 25      | +1 Vuelta       | 29     |        |
| Ret  | 5   | Lucio Cecchinello    | Honda       | 17      | Accidente       | 11     |        |
| Ret  | 74  | Chris Burns          | Honda       | 17      | Retirado        | 26     |        |
| Ret  | 9   | Frédéric Petit       | Aprilia     | 11      | Accidente       | 18     |        |
| Ret  | 73  | Andrew Notman        | Honda       | 11      | Retirado        | 27     |        |
| Ret  | 12  | Randy De Puniet      | Aprilia     | 9       | Accidente       | 16     |        |
| Ret  | 16  | Simone Sanna         | Honda       | 2       | Accidente       | 9      |        |
| Ret  | 54  | Manuel Poggiali      | Aprilia     | 1       | Accidente       | 21     |        |
| Ret  | 20  | Bernhard Absmeier    | Aprilia     | 1       | Accidente       | 20     |        |
| DNS  | 17  | Steve Jenkner        | Aprilia     |         |                 | 28     |        |

- Pole Position: Gianluigi Scalvini, 1:39.614
- Vuelta Rápida: Roberto Locatelli, 1:39.103